# 오원종
오원종 (吳源種, 1983년 6월 17일 ~ )은 대한민국의 축구선수이다.

## 선수 경력
오원종은 대학 졸업 후 2006년에 경남 FC에 입단하면서 프로 선수로 시작하였다. 그러나, 한 시즌 만에 방출되어 내셔널리그의 강릉시청 축구단으로 이적하였고, 두 시즌 후인 2009년에 강원 FC로 이적하였다. 그는 2009년 5월 24일 울산전부터 6월 27일 전북전까지 세 경기 연속 공격포인트 (3골 1도움)을 기록하였다.